# متروبيا (فلم)
متروبيا (بالإنجليزية: Metropia) فيلم خيال علمي متحرك تم إصداره عام 2009 من إخراج طارق صالح و تأليف فريدريك إدين ، ستيغ لارسون
يستخدم الفيلم تقنية حيث تم تعديل الصور و تصنيفها بشكل كبير في برنامج كمبيوتر ثم يتم تحريكها. النمط البصري مستوحى من أعمال تيري غيليام ، روي أندرسون ، يوري نورشتاين.

## روابط خارجية
مقالات تستعمل روابط فنية بلا صلة مع ويكي بيانات